# Rubén Álvarez Serrano
Rubén Álvarez Serrano (Barcellona, 19 giugno 1975) è un ex atleta paralimpico spagnolo, che ha gareggiato nella categoriaT/F42-46.

## Biografia
Nato a Barcellona, Rubén Álvarez ha esordito in ambito internazionale proprio nella sua città, a 17 anni, nella categoria paralimpica T/F42-46, che riunisce atleti con amputazioni o difformità nella lunghezza degli arti, oltre ad altre disfunzioni. La sua carriera atletica comprende tre edizioni dei Giochi paralimpici estivi (1992, 1996 e 2000) e un campionato mondiale (1998).
Ha gareggiato nei 100 e nei 200 metri piani, nel salto in lungo e nel salto triplo, ma dal 1998 si è concentrato sui salti, ambito in cui ha ottenuto le maggiori soddisfazioni. Nel salto in lungo ha raggiunto l'oro paralimpico sia nel 1992 che nel 1996, l'argento al campionato mondiale e un piazzamento nel 2000; nel salto triplo le medaglie sono state tre, tutte di bronzo, una per ogni edizione delle Paralimpiadi.
Nel 2006 ha ricevuto l'Ordine Reale al Merito sportivo e nel 2017 ha partecipato al raduno di tutti i vincitori di medaglie, in occasione del 25º anniversario dei Giochi di Barcellona 1992.

## Palmarès
| Anno | Manifestazione       | Sede       | Evento                | Risultato | Prestazione | Note |
| ---- | -------------------- | ---------- | --------------------- | --------- | ----------- | ---- |
| 1992 | Giochi paralimpici   | Barcellona | 200 m piani TS4       | 6º        | 24"01       |      |
| 1992 | Giochi paralimpici   | Barcellona | Salto in alto J4      | 4º        | 1,75 m      |      |
| 1992 | Giochi paralimpici   | Barcellona | Salto in lungo J4     | Oro       | 6,66 m      |      |
| 1992 | Giochi paralimpici   | Barcellona | Salto triplo J3-4     | Bronzo    | 12,89 m     |      |
| 1996 | Giochi paralimpici   | Atlanta    | 100 m piani T45-46    | Batteria  | 11"82       |      |
| 1996 | Giochi paralimpici   | Atlanta    | 200 m piani T45-46    | 6º        | 23"07       |      |
| 1996 | Giochi paralimpici   | Atlanta    | Salto in lungo F45-46 | Oro       | 6,75 m      |      |
| 1996 | Giochi paralimpici   | Atlanta    | Salto triplo F45-46   | Bronzo    | 13,24 m     |      |
| 1998 | Mondiali paralimpici | Birmingham | Salto in lungo F46    | Argento   |             |      |
| 2000 | Giochi paralimpici   | Sydney     | Salto in lungo F46    | 4º        | 6,48 m      |      |
| 2000 | Giochi paralimpici   | Sydney     | Salto triplo F46      | Bronzo    | 13,33 m     |      |
| 2000 | Giochi paralimpici   | Sydney     | 4×100 m T46           | 4º        | 46"55       |      |

## Onorificenze
- 2006 - Medaglia di bronzo dell'Ordine reale del merito sportivo.[2]